# Liste der Stolpersteine in Lauterecken
Die Liste der Stolpersteine in Lauterecken enthält vierzehn Stolpersteine. Zwölf wurden 2014 von dem Kölner Künstler Gunter Demnig in Lauterecken verlegt, weitere zwei kamen nach Rückmeldungen aus der Bevölkerung im folgenden Jahr hinzu. Die Stolpersteine gedenken an die Opfer des Nationalsozialismus, die in Lauterecken ihren letzten bekannten Wohnsitz hatten.

## Geschichte
Juden haben sich seit der zweiten Hälfte des 19. Jahrhunderts in Lauterecken angesiedelt und gehörten zur Gemeinde Odenbach, wo auch eine Synagoge und ein jüdischer Friedhof existierten. Etwa zwölf Juden lebten Anfang der 1930er Jahre in Lauterecken; das waren hauptsächlich die Familien Spiegel, Frank und Löb. Initiiert wurde die Stolpersteinverlegung durch den Apotheker Gerhard Heil von der Schloss-Apotheke, welche vor Beginn der Naziherrschaft viele Jahrzehnte im Besitz des jüdischen Apothekers August Spiegel war. Das Ehepaar Spiegel zog 1930 nach Wiesbaden, wo sie 1942 ihr Leben durch Suizid beendeten. Einige Juden konnten rechtzeitig in die USA fliehen, mehrere wurden deportiert und/oder ermordet.   
Die ersten Stolpersteine wurden am 20. August 2014 gesetzt, die zweite Verlegung fand am 9. Oktober 2015 statt. Neben jüdischer Menschen wurde auch eines Kriegsgefangenen gedacht, welcher eine Beziehung zu einer Frau aus Einöllen hatte und dafür gehängt wurde.  
Es gibt nur zwei Verlegeorte, einer vor der Schloss-Apotheke am Veldenzplatz, wo auch eine Gedenktafel angebracht wurde, der andere liegt unweit vor einem Gebäude neben dem ehemaligen Haus der Familie Löb, die einen Tabakwarenhandel betrieben. Personen aus der Burgstr. und der Saarbrücker Straße sind an diesen beiden genannten Stellen ebenso vorzufinden.

## Liste der Stolpersteine
| Adresse          | Verlegedatum  | Person(en)               | Inschrift | Bild                                      |
| ---------------- | ------------- | ------------------------ | --- | ----------------------------------------- |
| Veldenzplatz 3 · | 20. Aug. 2014 | Hilde Frank              | Burgstr. 11 wohnte Hilde Frank Geb. Pfifferling Jg. 1910 Flucht 1938 USA                                                               | Stolperstein für Hilde Frank              |
| Veldenzplatz 3 · | 20. Aug. 2014 | Otto Frank               | Burgstr. 11 wohnte Otto Frank Jg. 1906 Flucht 1938 USA                                                                                 | Stolperstein für Otto Frank               |
| Veldenzplatz 3 · | 20. Aug. 2014 | Johanna Frank            | Burgstr. 11 wohnte Johanna Frank Geb. Abraham Jg. 1882 Flucht 1937 USA                                                                 | Stolperstein für Johanna Frank            |
| Veldenzplatz 3 · | 9. Okt. 2015  | Johan Lichowski          | Johan Lichowski Jg. 1913 1939 Kriegsgefangener Zwangsarbeit Einöllen Hingerichtet 27.2.1942 Lauterecken Rassenschande                  | Stolperstein für Johan Lichowski          |
| Veldenzplatz 3 · | 20. Aug. 2014 | Pauline Ida Spiegel      | Hier wohnte und arbeitete Pauline Ida Spiegel Geb. Ganz Jg. 1862 Umzug / Wiesbaden Gedemütigt / Entrechtet Flucht in den Tod 25.8.1942 | Stolperstein für Pauline Ida Spiegel      |
| Veldenzplatz 3 · | 20. Aug. 2014 | Theodor August Spiegel   | Hier wohnte Theodor August Spiegel Jg. 1896 Gedemütigt / Entrechtet Tod Dez. 1941 Wiesbaden                                            | Stolperstein für Theodor August Spiegel   |
| Veldenzplatz 3 · | 20. Aug. 2014 | August Samuel Spiegel    | Hier wohnte und arbeitete August Samuel Spiegel Jg. 1860 Umzug / Wiesbaden Gedemütigt / Entrechtet Flucht in den Tod 25.8.1942         | Stolperstein für August Samuel Spiegel    |
| Veldenzplatz 3 · | 20. Aug. 2014 | Elisabetha Klara Spiegel | Hier wohnte Elisabetha Klara Spiegel Verh. Frank Jg. 1894 Umzug / Mainz Flucht 1937 USA                                                | Stolperstein für Elisabetha Klara Spiegel |
| Hauptstraße 44 · | 20. Aug. 2014 | Albert Löb               | Hier wohnte Albert Löb Jg. 1893 Flucht 1937 USA                                                                                        | Stolperstein für Albert Löb               |
| Hauptstraße 44 · | 20. Aug. 2014 | Eleanore Löb             | Hier wohnte Eleanore Löb Verh. Merar Jg. 1926 Flucht 1926 USA                                                                          | Stolperstein für Eleanore Löb             |
| Hauptstraße 44 · | 20. Aug. 2014 | Emil Löb                 | Emil Löb Jg. 1892 Umzug / Mannheim Deportiert 1943 Auschwitz ermordet 1.4.1943 Theresienstadt                                          | Stolperstein für Emil Löb                 |
| Hauptstraße 44 · | 20. Aug. 2014 | Emma Löb                 | Hier wohnte und arbeitete Emma Löb Geb. Wolf Jg. 1892 Flucht 1937 USA                                                                  | Stolperstein für Emma Löb                 |
| Hauptstraße 44 · | 20. Aug. 2014 | Stella Senta Löb         | Hier wohnte Stella Senta Löb Verh. Ungar Jg. 1927 Flucht 1937 USA                                                                      | Stolperstein für Stella Senta Löb         |
| Hauptstraße 44 · | 9. Okt. 2015  | Walter Nesseler          | Saarbrücker Str. 38 wohnte Walter Nesseler Jg. 1927 Interniert 1944 Arbeitslager Lenne Zwangsarbeit Tot 17.1.1945 Holzminden           | Stolperstein für Walter Nesseler          |

## Galerie

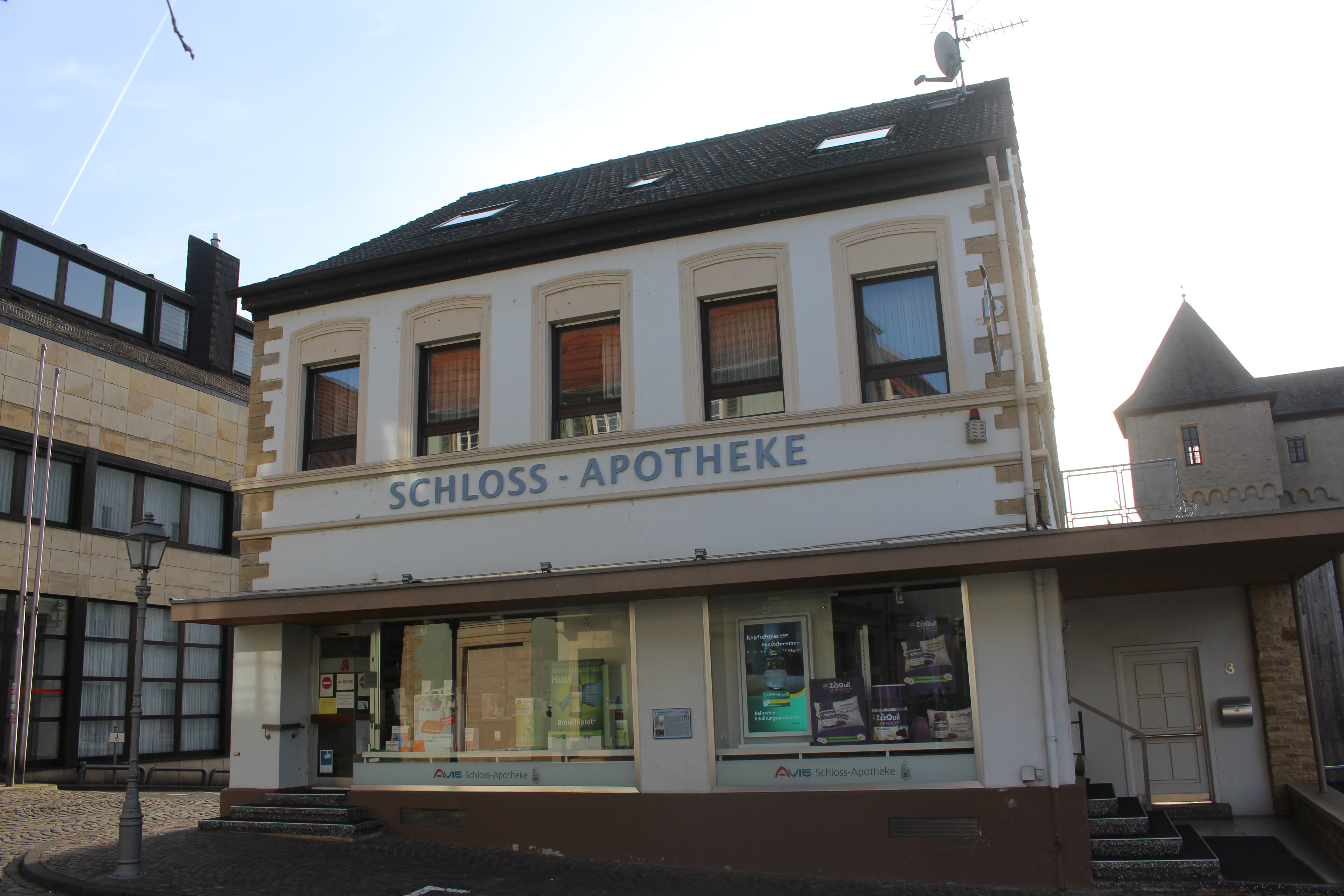
Schloss-Apotheke Lauterecken
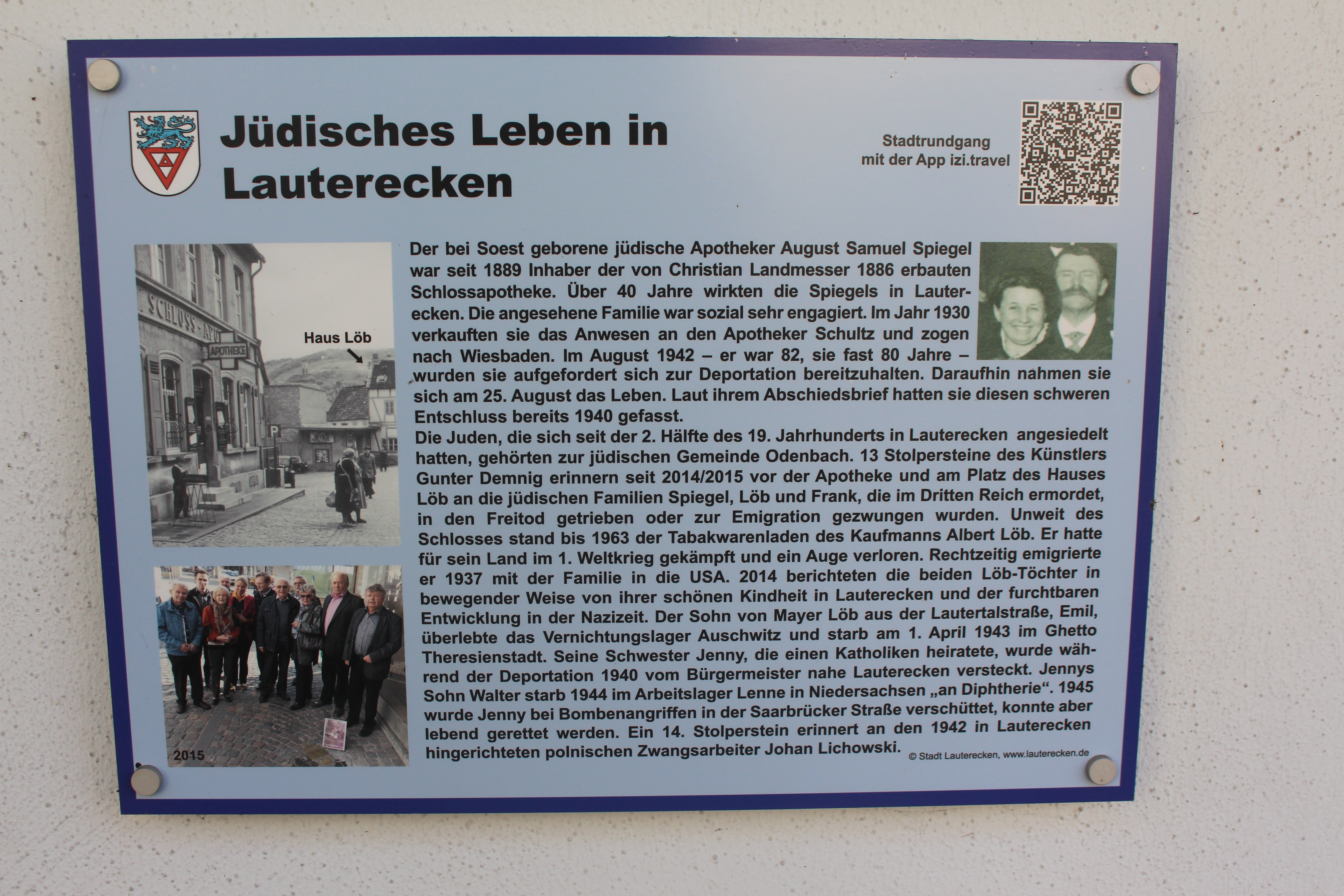
Infotafel „Jüdisches Leben in Lauterecken“
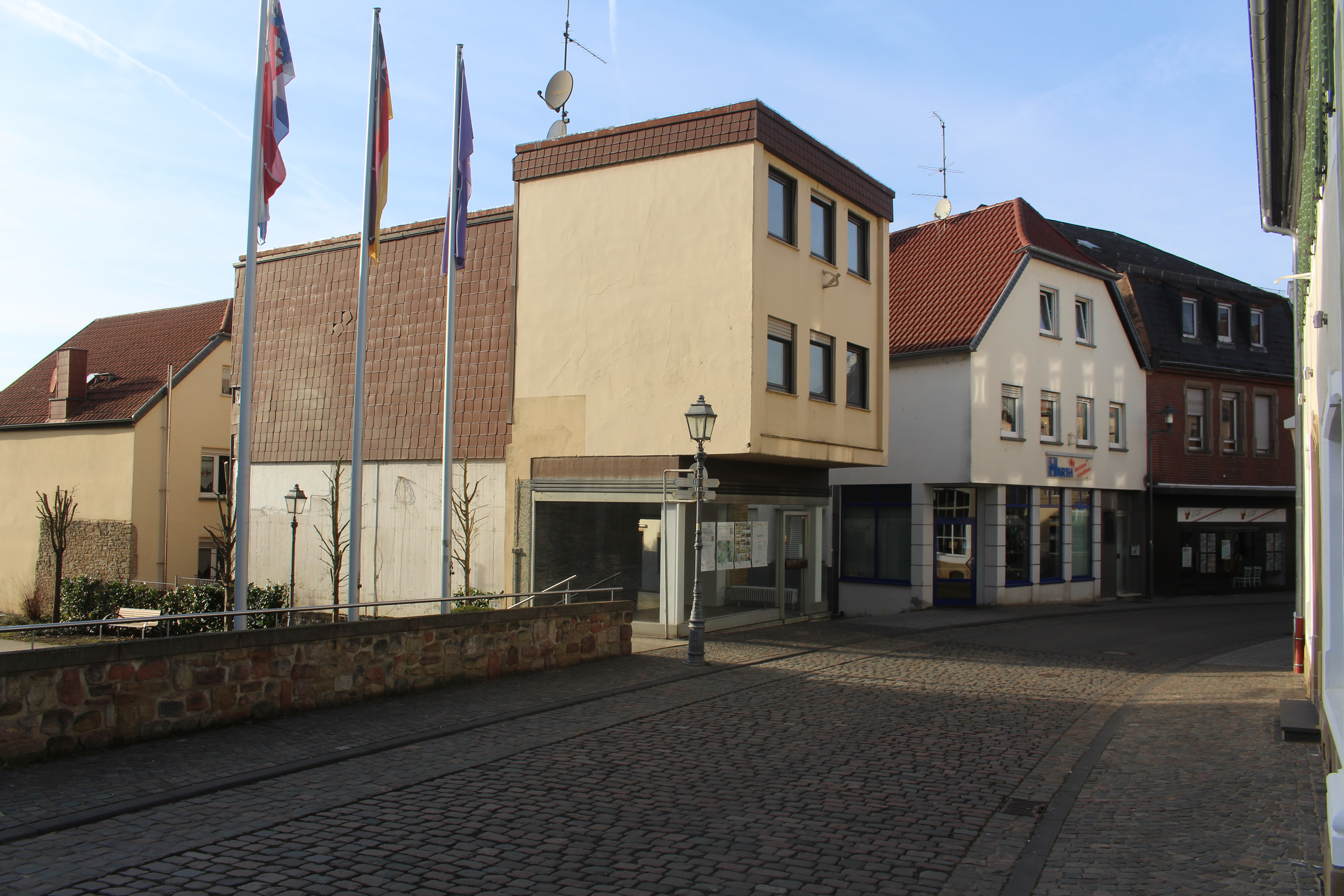
Lauterecken, Hauptstraße, Blick auf den Ort des ehemaligen Hauses Löb